# Reglas de reemplazo
En lógica, las reglas de reemplazo o reglas de sustitución son reglas de transformación que pueden ser aplicadas únicamente a un segmento particular de una expresión.....
Un sistema lógico puede ser construido de manera que utilice axiomas, reglas de inferencia, o ambos, como reglas de transformación de expresiones lógicas en el sistema. Mientras que una regla de inferencia se aplica siempre a una expresión lógica general, una regla de reemplazo puede ser aplicada solamente a un segmento particular. 
En el contexto de una prueba lógica, expresiones lógicamente equivalentes pueden sustituirse unas por otras. Las reglas de reemplazo se usan en la lógica proposicional para manipular proposiciones y efectuar estas sustituciones.

## Principales reglas de reemplazo
Las reglas comunes de reemplazo son:
- Asociatividad
- Conmutatividad
- Distributividad
- Doble negación[nota 1]
- Las Leyes de De Morgan
- Transposición
- La implicación material
- Equivalencia material
- Exportación
- Tautología
- Introducción de la negación

## Nota
1. ↑  no admitida en la lógica intuicionista